# Quadriciclo Bernardi
Il quadriciclo Bernardi è stato un quadriciclo prodotto dal 1894 al 1901.

## Contesto
Ne sono stati prodotti all'incirca 40 esemplari.
Il telaio del quadriciclo era costruito in tubi d'acciaio e ad esso veniva aggiunta la carrozzeria, scegliendo fra le 4 tipologie disponibili (le ultime tre categorie venivano fornite solo su richiesta del cliente): la prima era del tipo petit duc, cioè a due posti affiancati, la seconda era una versione completamente aperta e a passo lungo (cosa che permetteva l'aggiunta di un sedile supplementare posteriore), mentre la terza disponeva di portabagagli, portaombrelli e parabrezza in vetro; la quarta versione, infine, era del tipo char à bancs, ovvero con due sedili doppi, per una portata totale di 4 persone.

## Caratteristiche tecniche
La motorizzazione era affidata a un motore Bernardi monocilindrico a 4 tempi di potenza variabile (da 1,5 CV fino a 2,5 CV). La vettura disponeva di un cambio a 3 marce più retromarcia e di un differenziale che ripartiva il momento torcente sulle due ruote motrici posteriori. Le sospensioni, costituite da 4 molle, erano direttamente applicate al telaio.
Gli pneumatici utilizzati erano dei Michelin 1895.